# Karel Landsteiner
Karel Boromejský Landsteiner (30. srpna 1835, Eggenburg – 3. dubna 1909, Mikulov) byl rakouský římskokatolický kněz a prelát, probošt mikulovské kapituly. Je znám především jako rakouský spisovatel, publikoval mj. pod pseudonymem Arthur Landerstein.